# Santa Inês (Maranhão)
Santa Inês é um município brasileiro do estado do Maranhão, Região Nordeste do país.Faz parte da região do Vale do Pindaré localiza-se a uma latitude 03º40'00" sul e a uma longitude 45º22'48" oeste, estando a uma altitude de 24 metros. Sua população é de 85.014 habitantes e densidade de 108,07 hab/km² segundo estimativa do Instituto Brasileiro de Geografia e Estatística (IBGE) para 2022. A cidade fica a 243 km da capital do estado, São Luís.
Possui uma área de 786.689 km², dos quais 3,845 km² estão em zona urbana, possuindo uma densidade demográfica de 108,07 hab/km². Santa Inês é um município privilegiado por ter vários acessos rodoviários: (BR-316 e BR-222), ferroviário: Estrada de Ferro Carajás (Vale S.A) e aeroviário: Aeroporto Regional João Silva (SJBY) com pista homologada em pavimento asfáltico de 1500 x 30 metros.

## História
Conhecida primitivamente como “Ponta da Linha”, por estar localizada, em 1884, no final da via férrea construída pela Companhia Progresso Agrícola para percorrer as plantações de cana-de-açúcar que abasteciam o Engenho Central, em Pindaré-Mirim, Santa Inês deve sua origem a esse importante empreendimento agroindustrial.
Santa Inês que antes teve vários nomes. No inicio, o povoado era chamado de Ponta da Linha devido ao trem carregava a cana para o engenho de Pindaré-Mirim, pois na época Santa Inês situava-se no município de Pindaré.
A rua do Comércio, antes chamada de rua da Boiada, era o caminho percorrido pelas carroças de bois que carregavam as canas-de-açúcar para o engenho situado em Pindaré, este devido o engenho central, foi uma das primeiras cidades do Maranhão a receber luz elétrica.
Com o encerramento das atividades produtivas do Engenho Central, por volta de 1910, a população de “Ponta da Linha” passou a dedicar-se à cultura de algodão, arroz, milho e mandioca, porém continuou dependendo de Pindaré-Mirim, a quem era subordinado administrativamente e por onde sua produção era escoada. Muito procurado por famílias nordestinas, que constituem atualmente, com seus descendentes, mais da metade da população local, o povoado cresceu rapidamente, a ponto de, no início da década de 60, tornar-se mais importante, em termos demográficos e econômicos, do que a sede do município a que pertencia.
A 14 de março de 1967, o antigo povoado de “Ponta da Linha”, já então conhecido como Santa Inês, conquistou sua autonomia. Beneficiado pela passagem da BR-222 e da Estrada de Ferro Carajás em sua sede, o município de Santa Inês é atualmente um dos mais importantes do Estado, tanto pela força de seu comércio e de sua agricultura como pela instalação, em seu território, de um distrito industrial que abriu largas perspectivas para seu desenvolvimento.

## Cultura e lazer

### Cultura
- Carnaval: Os carnavais de Santa Inês são considerados um dos melhores do estado. Anualmente milhares de pessoas de outras partes do estado se juntam aos santainesenses na folia, a tradição do município é que todo domingo de carnaval, aconteça na cidade o Arrastão Ponta da Linha, que é quando todos os blocos carnavalescos se juntam e percorrem as principais ruas da cidade, anualmente essa folia junta mais de 20 mil brincantes.
- Festas Juninas: As festas juninas no município são realizadas no Parque da Raposa, espaço que pode comportar até 10 mil pessoas. Todo ano o Parque da Raposa lota de brincantes dessa festa, lá anualmente se apresentam vários bois da região e do estado.
- Artesanato: Na cidade existe vários artesãos que trabalham com barro, seus trabalhos ficam expostos e à venda na Avenida da Amizade, no sentido Pindaré-Mirim, também existe vários pintores de tela na cidade.

### Lazer
O lazer na cidade se dá principalmente às baladas noturnas, às praias de água doce, lagos e parque aquáticos.

## Clima
O clima na cidade de Santa Inês é quente e úmido, possuindo duas estações: uma chuvosa, que vai desde a segunda quinzena do mês de dezembro até a primeira semana de junho, e outra seca, que vai da segunda semana de junho até a primeira quinzena de dezembro. Os meses de maiores precipitações são março e abril e os menores são julho e agosto. Entre os meses de maio e agosto é muito comum os dias serem quentes e as madrugadas e as primeiras horas da manhã serem frias com temperaturas entre 18 C° e 21 C°, nesta época também é muito comum se formar nevoeiros pela cidade, reduzindo a visibilidade e causando transtornos para motoristas que trafegam pelas estradas e pelo centro da cidade. 

## Religião
A religião Católica, tem sido por muitos anos a religião predominante no município, porém tem perdido espaço para outras denominações, como por exemplo, a Igreja Batista Peniel, Igreja Adventista, Testemunhas de Jeová, Assembleia de Deus, Igreja Cristã Maranata, Congregação Cristã no Brasil, entre outras igrejas cristãs.
Também há outras denominações como a Maçonaria, Centros Espíritas e religiões afro-descendentes como os terreiros de Tambor de Mina, Candomblé e a Umbanda. Hoje 30% da população de Santa Inês é considerada evangélica (IBGE 2019).

## Turismo
As principais atrações são as praias e os lagos. Por exemplo, o Lago do Remanso: Lago de extrema beleza natural com cerca de 11 km de comprimento.
As atrações turísticas em Santa Inês são:
- Igreja Matriz
- Lago do Remanso

## Educação

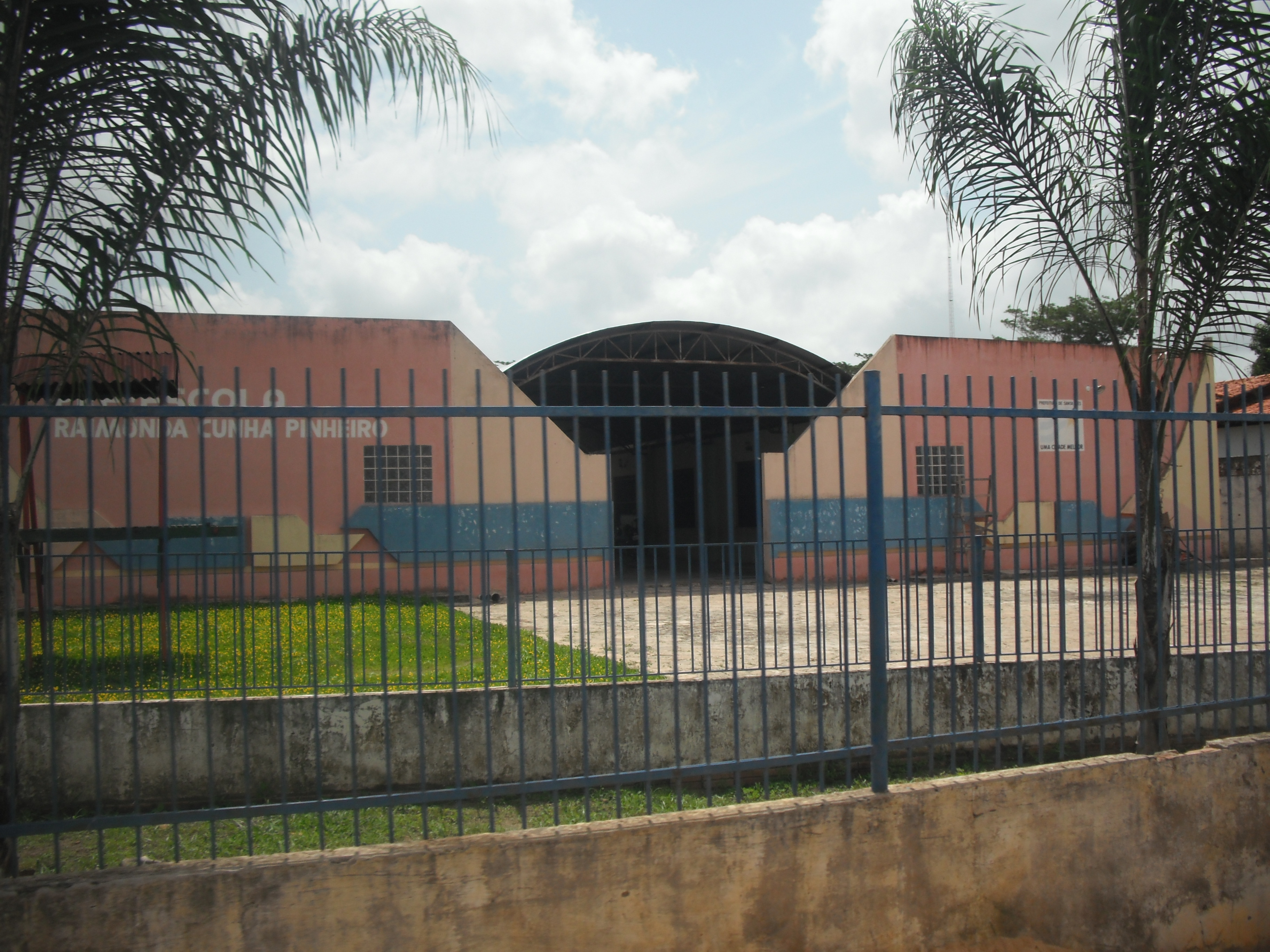
Creche municipal no bairro COHAB.

Santa Inês tem se destacado como um polo regional de educação. A cidade recebe diariamente alunos de cidades vizinhas tais como Pindaré-Mirim, Pio XII, Santa Luzia, Bela Vista, Igarapé do Meio, Zé Doca e Bom Jardim. Há vários centros de ensino, como:
Escolas particulares
- Escola Horas Alegres
- Escola Rumo ao saber
- Instituto Isabel Cristina
- Colégio Adventista de Santa Inês (CASI)
- Escola São João Batista
- Escola Passos Firmes
- Colégio ESI
- Escola Tia Ana
- Escola Roda Viva
- Escola Cristã Evangélica
- Escola Menino Jesus
- Faculdade Infantil Trilha do Saber

Escolas Beneficentes (ONGs)
- Centro Educacional Eurípedes Barsanulfo (CEEB)

Rede municipal
- Escola Mun. Humberto de Campos
- Escola Mun. Darcy Ribeiro
- Escola Mun. Bandeira Tribuzzi I
- Escola Mun. Bandeira Tribuzzi II
- Escola Mun. Edmilson Gonçalves
- Escola Mun. João Paulo II
- Escola Mun. Maria Bringel
- Creche Mun. Maria Aragão
- Escola Pedro Lima
- Escola Mun. Simone Macieira
- Escola Mun. Benedito Sabbak Thomé
- Creche Mãe Preta
- Escola Mun. Coração de Jesus

Rede estadual
- Instituto Estadual de Educação, Ciência e Tecnologia do Maranhão (IEMA)
- Centro de Ensino Padre Chagas
- Centro de Ensinos Neuza de Carvalhos Bastos
- Centro de Ensinos Estado de Pernambuco
- Centro de Ensinos Governador Sarney
- CEM Josué Diniz Alves
- Escola 7 de Setembro
- CEM Josué Montello
- CAIC
- CEM Inês Galvão

Rede federal
- Instituto Federal do Maranhão

Ensino superior
- Universidade Aberta do Brasil
- Universidade Estadual do Maranhão
- Faculdade Sanda Luzia
- Afya Educação Médica
- Unibras

## Comunicação

### Televisão

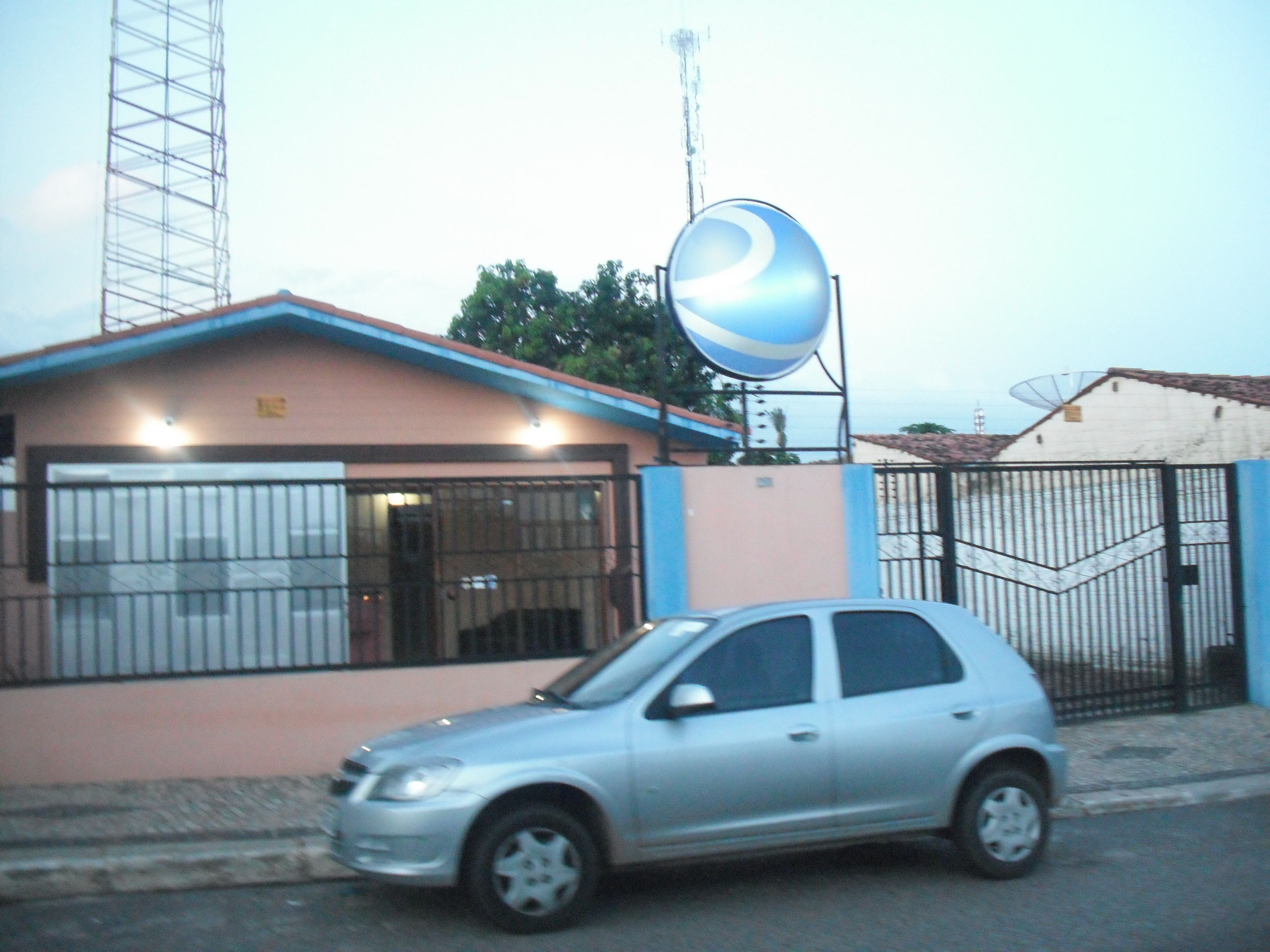
Sede da TV Remanso.

#### HDTV[7]
- 05.1 - TV Difusora (SBT)
- 13.1 - TV Mirante Cocais (Rede Globo)
- 13.2 - TV Educação (Futura)
- 15.1 - RedeTV Santa Inês (RedeTV)
- 19.1 - Rede Mais Família
- 19.2 - TV Boas Novas
- 31.1 - TV Gazeta
- 33.1 - TV Meio Norte Santa Inês (Rede Meio)
- 36.1 - TV Remanso (Rede Record)
- 50.1 - TV Cidade (Rede Brasil)

## Economia
A economia do município gira em torno, principalmente, do comércio. Santa Inês é a sede comercial para vários municípios em um raio de 200 km. Além do comércio outros setores que se destacam são as prestações de serviços, agricultura e recentemente o setor imobiliário.

### Aeroportos

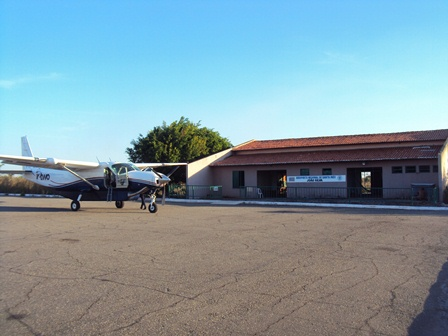
Táxi aéreo no Aeroporto Regional de Santa Inês.

- Aeroporto Regional João Silva

#### Transporte ferroviário
A Estação Ferroviária de Santa Inês é uma estação de trens de passageiros da Estrada de Ferro Carajás, operada pela Vale S.A, onde na qual, possui uma movimentação bastante intensa de centenas de pessoas que nela embarcam e desembarcam regularmente. Inaugurada em 1993, é uma das principais estações ferroviárias do estado, onde são oferecidas passagens de trem para a capital maranhense São Luís, para as outras cidades maranhenses situadas às margens da ferrovia e para as cidades paraenses de Marabá e Parauapebas. Está situada no km 213 da EFC, nas proximidades entre a MA-006 e o povoado de Olho d'Água dos Carneiros, pertencente ao município de Pindaré-Mirim.

## Bairros
Esta e uma lista de bairros do município de Santa Inês, no Maranhão.
- Aeroporto
- Água Preta
- Alto da Raposa
- Angelim[12]
- Barreirinha
- Canaã
- Canecão
- Canecão Rodoviário
- Casa & Jardim
- Centro
- CEPLAC
- Céu
- Cohab
- Coheb
- Conjunto da Vale
- Vila Conceição
- Cutia Pelada
- Jardim Abreu
- Jardim Brasília
- Jardim Nova Era
- Jardim Primavera
- Jardim Tropical
- Jardim Magnólia
- Laranjeiras
- Mercado Municipal
- Mutirão
- Nova Santa Inês
- Palmeira
- Parque Santa Cruz
- Parque Pra Morar I
- Parque Pra Morar II
- Parque Pra Morar III
- Residencial Brisas do Pindaré
- Residencial Colina Park
- Residencial Casa e Jardim
- Residencial Sol Nascente
- Sabbak
- Santa Filomena
- Santo Antônio
- São Benedito[13]
- São Cristóvão
- Vila Adelaide Cabral
- Vila Cabral
- Vila Davi
- Vila Edmundo Rios
- Vila Marcony
- Vila Militar
- Vila Olímpica
- Vila Parente